# Harakat-e Islami-yi Afghanistan
Le Harakat-e Islami-yi Afghanistan (Mouvement Islamique d'Afghanistan) est une faction politique afghane très active durant la guerre civile d'Afghanistan (1992-1996).
Le Harakat-e Islami est un parti politique chiite depuis 2005, et une force moujahid fondée dans les années 1980. Le parti est dirigé pendant les années 1980 par un clerc chiite nommé Mohammad Asef Mohseni. Durant la décennie suivante, le Harakat se scinde en trois parties : une première faction dirigée par le leader originel, Mohammad Asef Mohseni ; une seconde faction dirigée par le commandant Hossein Anwari (le ministre de l'agriculture du gouvernement transitoire et le gouverneur de Kaboul en 2005) ; et une troisième faction dirigée par Sayeed Mohammad Ali Javeed (ministre du transport jusqu'en 2004). En 1992-1993, le Harakat reçoit un soutien substantiel de la part de l'Iran. Bien qu'à prédominance chiite, le Harakat ne rejoindra jamais le parti Hezb-e Wahdat.